# Staga
Staga là một chi bướm đêm thuộc họ Erebidae.